# TV2
TV2 е бивш български телевизионен канал. Той стартира на 25 ноември 2007 г. на честотите на телевизия CTN.

## Излъчване
TV2 представлява четвъртата национална ефирна телевизия в България, наред с Нова телевизия, БТВ и БНТ 1. Излъчва в ефира на 27-те най-големи града на България с програмния лиценз на телевизията, издаден през 2000 г. по силата на тогавашния Закон за радиото и телевизия, и далекосъобщителните такива на „Техностийл“ ЕООД – компанията, излъчваща дотогава CTN.

## Програма
TV2 предава 7 часа оригинална програма на ден, която се повтаря през останалите часове на денонощието. Началото на програмата е в 17:00 часа.
Каналът стартира с предавания като „Вечерното шоу на Азис“, „Пирамида“, „Градски легенди“, „Окна“, „Стажантът“ на Доналд Тръмп, „Като дамите“, „Размяна на съпруги“. TV2 предлага по-различна програмна схема за уикенда, който започва още от петък следобед с предавания като „Мислят си, че могат да танцуват“, „Холивуд рипортър“, „Отвъд утрешния ден“ и други, както и сериалите „Рим“ и „Голяма любов“, „Циганско сърце", „Доня Барбара", „Сълзи от любов“.
Освен тези продукции, телевизията показва на българския зрител и ”Параграф BG” с водещ Георги Любенов, „Истории с Патрашкова“, „Мреж@та 2.0“, ”Времена и нрави“ с проф. Юлиан Вучков“, „В салона“, „Клуб лукс“, концерти, документални поредици, детски сериали и подбрани филми.
От есента на 2008 г., телевизията започва да развива 18-часова програмна схема. Новините на TV2 се излъчват от 20 октомври 2008 г. – всеки ден в 7:00, 17:00, 18:45 и 21:30 часа. Водещи са Валентина Войкова, Лиляна Боянова и Гергана Кънчева.

## Ребрандиране
На 29 юли 2008 г. Central European Media Enterprises (CME) обявява, че сключва споразумение за придобиване на телевизията, заедно с Ринг ТВ от Top Tone Media Holdings Limited. Сделката приключва през август същата година, а на 4 юли 2009 г. TV2 се ребрандира на PRO.BG.